# VFL Grand Final 1987
De VFL Grand Final 1987 was een Australian football wedstrijd tussen Carlton Football Club en Hawthorn Football Club. De wedstrijd werd gespeeld in de Melbourne Cricket Ground in Melbourne op 26 september 1987. Het was de eenennegentigste jaarlijkse Grand Final van de Victorian Football League, gehouden om de premiers te bepalen voor het seizoen VFL 1987. De wedstrijd, bijgewoond door 92.754 toeschouwers, werd gewonnen door Carlton met een marge van 33 punten, waarmee ze hun vijftiende premiership wonnen.